# Okrugla crkva
Okrugla crkva (bug. Кръгла църква, Kragla carkva), također poznata i kao crkva svetog Ivana (bug. църква Свети Йоан, carkva Sveti Joan), velika je i djelomično očuvana pravoslavna crkva. Nalazi se u Velikom Preslavu, bivšem glavnom gradu Prvog Bugarskog Carstva, danas gradu u sjeveroistočnom dijelu Bugarske. Crkva datira iz 10. stoljeća, a izgrađena je za vrijeme vladavine bugarskog kneza Simeona I. Otkopana je i prvi put ispitana u razdoblju od 1927. do 1928. godine.
Smatra se da je ova crkva jedan od najupečatljivijih primjera srednjovjekovne bugarske arhitekture. Okrugla crkva dobila je ime zbog prepoznatljivog kružnog oblika cele (naosa), koja služi kao mjesto održavanja liturgije. Crkva ima široki atrij, pravokutni ulaz, odnosno narteks, okružen s dvije male kule.
Dizajn crkve podudara se s religijskom arhitekturom iz kasnog rimskog razdoblja, odnosno pripada ranokršćanskoj umjetnosti. Zbog svog karakterističnog plana i arhitekture, koji se značajno razlikuje od bugarskih i bizantskih crkvenih objekata, smatra se da je tijekom gradnje ove crkve veliki utjecaj imala kavkaska arhitektura i arhitektura dinastije Karolinga. Drugi naziv za ovaj objekt je Zlatna crkva (bug. Златната църква) i on proizlazi iz njegove moguće i popularne identifikacije s „novom zlatnom crkvom” u Velikom Preslavu koja se spominje u srednjovjekovnim književnim izvorima.
Ova crkva ima bogatu unutarnju dekoraciju, ukrašena je mozaicima, keramikom i detaljima od mramora, pa se tako značajno razlikuje od drugih crkava u Velikom Preslavu. Na zidovima crkve nalazi se stotine crteža koji prikazuju brodove, prirodu i kršćanske simbole. Srednjovjekovni natpisi na zidovima kreću se od imena svetaca na srednjovjekovnom grčkom jeziku, sve do kratkih tekstova napisanih na glagoljici i ćirilici.

## Kratka povijest
Osnovana 681. godine kao poganska država, Prvo Bugarsko Carstvo formalno su pokrstili bizantski svećenici tijekom 860-ih godina kada je Bugarskom vladao Boris I. Pravo pokrštavanja Bugarske bio je predmet političkog spora između Bizantskog Carstva i pape. Prelaskom na kršćanstvo, vladar Bugarske, Boris I., nadao se da će se time riješiti unutrašnja etnička pitanja države te da će Bugarska unaprijediti odnose s drugim državama, jer je smatrao da kršćanski vladari u Europi ne tretiraju Bugarsku ravnopravno kao druge kršćanske države.
Okrugla crkva izgrađena je tijekom vladavine bugarskog kneza Simeona I., Borisovog sina, koji je vodio uspješnu politiku i uspostavio privremenu superiornost Bugarske nad Bizantom, ponekad prijeteći napadom na Carigrad, glavni grad Bizanta. Simeon I. tijekom svoje vladavine proširio je teritorij Prvog Bugarskog Carstva preko velikog dijela Balkanskoga poluotoka, sve do Jadranskog i Egejskog mora. Simeon I. također je osvojio teritorije današnje Srbije i Crne Gore te eliminirao ugarsku prijetnju sa sjevera. Zbog svojih pothvata, Simeon I. našao se u velikom broju srednjovjekovnih bugarskih knjiga i njegova vladavina smatra se Zlatnim dobom srednjovjekovne bugarske kulture.
Preslav, danas Veliki Preslav, tijekom početka vladavine Simeona I. postao je glavni grad Prvog Bugarskog Carstva. Simeon I. pretvorio je Preslav u kulturni centar, želeći ga napraviti po uzoru na suparnički Carigrad. Jedna od najistaknutijih obrazovnih institucija u vrijeme Zlatnog doba bila je Preslavska književna škola. Grad se izuzetno dičio zbog izgradnje velikog broja objekata, koji je uključivao desetak palača i crkvi, uključujući i Okruglu crkvu, koja se smatra jednim od najimpresivnijih spomenika srednjovjekovne bugarske arhitekture i jednim od najvećih dostignuća stare bugarske kulture.

## Identifikacija i povijest crkve
Okrugla crkva popularno se identificira s „novom zlatnom crkvom” koja se u kolofonu spominje u starobugarskom prijevodu djela Oracije protiv Arijana čiji je autor Atanazije Aleksandrijski. U tekstu se navodi da je prijevod napravio Konstantin Preslavski po nalogu kneza Simeona I., a prijevod kopirao Theodore Dox.
| Na ušću rijeke Tiče 6415. godine [po bizantskom kalendaru], indikcije 14. [tj., 907. godine], gdje je isti knez [Simeon I.] dao sagraditi novu crkvu. |

Ipak, nije poznato odnosi li se ušće Tiče na uski dio rijeke, na Ustiju, prolaz u blizini grada, na određenu lokaciju ili na vanjske gradske zidine u čijoj se blizini nalaze ostatci Okrugle crkve. Također, nije jasno je li ova crkva nova među drugim zlatnim crkvama ili smatrana jedinom zlatnom crkvom u Preslavu.
Povjesničar Stanko Vaklinov smatra da postoji spor oko naziva Okrugle crkve zlatnom, dok povjesničar umjetnosti Nikola Mavrodinov smatra da nema dileme oko toga da je ova crkva nazvana zlatnom, a da su prije nje mnoge druge tako nazivane. S druge strane, povjesničar A. P. Vlastro smatra da ova identifikacija crkve nije apsolutno sigurna.
Ako je crkva s marginalija doista Okrugla crkva, onda se može pouzdano datirati na nekoliko godina prije 907. godine. Iako se crkva može pripisati najkasnije 10. stoljeću, neki su učenjaci sugerirali su da je crkva zbog svog zastarjelog plana mogla biti konstruirana na temeljima ranije kasnorimske bazilike. Mogući donator (ktitor) barem dijela crkvene konstrukcije bio je visoki crkveni službenik (kartofilaks) po imenu Paul, koji se spominje u natpisu unutar crkve. Najveći dio posla vjerojatno je financirao Simeon I., koji je možda bio najveći donatorom u izgradnji ove crkve.
U bugarskim akademskim krugovima postoji debata o tome je li ova crkva izgrađena kao manastirska crkva ili kao zasebna saborna crkva. Objekti u blizini crkve tumače se kao stambeni dio manastira, koji su najvjerojatnije uspostavljeni nakon izgradnje Okrugle crkve, tijekom vladavine cara Petra I. Bugarskog. Odsustvo ulaza na ovim objektima na bočnim stranama prema crkvi i prisustvu velikog atrija ipak čini tvrdnju da je ovaj objekt izgrađen kao manastir malo vjerojatnom. Bistra Nikolova smatra ovaj objekt gradskom sabornom crkvom i uspoređuje ga s Velikom bazilikom u Pliski. Istraživač Krastju Mijatev smatra ovaj objekt kao vladarsku crkvu Simeona I., dok povjesničar umjetnosti Nikola Mavrodinov i arheolog Totju Totev smatraju da je ovaj objekt izgrađen kao manastir.
Najranija iskopavanja na ovom području izvršili su arheolozi Nacionalnog arheološkog muzeja u Sofiji i društva Bugarska starina pod vodstvom Jordana Gospodinova u razdoblju između 1927. i 1928. godine. Drugo istraživanje na čijem čelu je bio Krastju Mijatev, rezultiralo je detaljnijom istragom, a istraživanja se i danas vrše.
Okrugla crkva s čitavim srednjovjekovnim dijelom grada Velikog Preslava, proglašena je 1927. godine povijesnim i arheološkim rezervatom i stavljena pod državnom zaštitom. Godine 1970. uvrštena je na popis spomenika kulture nacionalnog značaja s publikacijom u državnoj gazeti, Daržaven Vestnik (bugarski: Държавен Вестник). U sklopu arhitektonskog rezervata Veliki Preslav, Okrugla crkva navedena je pod brojem 98. na popisu 100 turističkih destinacija Bugarske.
Crkva svete Petke u gradu Ruse otvorena je 1944. godine i izgrađena po uzoru na Okruglu crkvu u Velikom Preslavu. Okrugla crkva djelomično je obnovljena tijekom 1990-ih godina i početkom 21. stoljeća.
U prosincu 2009. godine najavljeni su planovi za rekonstrukciju crkve u cijelosti, bez uništavanja ili izmjene bilo kog originalnog materijala, a njeno renoviranje završeno je 2011. godine. Spomenik posvećen caru Simeonu I. predstavljen je u neposrednoj blizini Okrugle crkve 27. svibnja 2007. godine u čast 1080. godišnjice njegove smrti. Usprkos tome što nije aktivna, crkva se redovno koristi za krštenja i vjenčanja.

## Arhitektura

### Lokacija i stil
Okrugla crkva bila je izgrađena izvan unutrašnjeg grada Preslava i u najvećoj mjeri uključivala je vladarsku palaču i njegove povezane objekte kao što je vladarska bazilika. Izgrađena je u tada okolnim dijelovima grada, oko 250 metara od južnih vrata k ulazu u uži dio grada. Nalazi se je na blagom uzvišenju, a danas se s ostalim ruševinama srednjovjekovnog Preslava nalazi nedaleko od suvremenog Velikog Preslava, koji je administrativni centar oblasti Šumen u sjeveroistočnoj Bugarskoj.
Iako niti jedna crkva iz tog doba koja se nalazi na dijelu Balkanskoga poluotoka koji su nastanjivali Slaveni nije bila u skladu s tadašnjom bizantskom arhitekturom, Okrugla crkva značajno se razlikuje od ostalih crkva zbog svog centraliziranog kružnog plana koji je jedinstven u srednjovjekovnoj bugarskoj arhitekturi. Zaobljeni i dinamični oblik ovog objekta je u kontrastu s oštrim pravokutnim dizajnom tog razdoblja. Iako je veliki utjecaj na izgradnju Okrugle crkve imala kavkaska arhitektura i dinastija Karolinga, smatra se da je objekt građen po ugledu na kasnorimske ili bizantske zgrade koje su se nalazile na području Prvog Bugarskog Carstva. Zbog prisustva rotonde, ova crkva značajno podsjeća na vjerske objekte iz razdoblja vladavine Justinijana I. Velikog, kao što su bazilika svetog Vitalea u Ravenni, crkva svetog Sergija i Bakha u Carigradu i Galerijev slavoluk u Solunu. Čak i ako je plan neuobičajen, tehnologija i principi koji korišteni u izgradnji Okrugle crkve bili su suvremeni za 10. stoljeće, a istim metodama građeni su i drugi objekti u Velikom Preslavu.
Bizantske crkve nisu jedini izvor inspiracije koju istraživači pripisuju Okrugloj crkvi. Neki učenjaci povezuju njen dizajn s dizajnom kojim su se gradile crkve u Armeniji, a ideje su možda poznate na prostorima Bugarske, zbog dolaska zanatlija s Kavkaza u njihovu zemlju. Općenito, crkve s takvim zastarjelim planom na Balkanskom poluotoku povezane su s migracijom kapadocijskih, armenskih ili gruzijskih redovnika. Još jedan mogući model za Okruglu crkvu koji u Preslavu može se naći u karolinškoj arhitekturi iz vremena Karla Velikog, posebno prema modelu Dvorske kapele Karla Velikog u Aachenu u zapadnom dijelu Njemačke, koja ima velike sličnosti s Okruglom crkvom. U vrijeme izgradnje Okrugle crkve, Prvo Bugarsko Carstvo bilo je u direktnom kontaktu s Franačkom. Jedna od osobina ovog objekta, koju učenjaci pripisuju veoma prepoznatljivom karolinškom utjecaju, jest prisustvo velikog westwerka.

## Karakteristike
Okrugla crkva sastoji se od tri odjeljka: širokog atrija, narteksa i cele (naos, ili rotonda zbog njegovog oblika), a svaki služi kao premisa drugom.
Povjesničar umjetnosti Nikola Mavrodinov i arheolog Karel Škorpil smatraju da su narteks i cela izgrađeni u razdoblju prve gradnje, a da je atrij napravljen nešto kasnije, po projektu istog arhitekta.
Sveukupna duljina crkva iznosi 38,5 m, uključujući i atrij. Crkva je većinski izgrađena je od pravokutnih vapnenačkih blokova koji su povezani mortom. Unutrašnji dio apside izrađen je od morta crvene boje. Pod je bio prekriven mramornim i kamenim pločicama, postavljenim na vrhu crvenog morta u narteksu. Crvene i žute cigle korištene su za izgradnju atrija, luka i možda za kupolu. Dijelovi opeke korišteni su kako bi se popunili prostori između kamena na zidovima.

### Atrij
Najstariji dio Okrugle crkve je njen atrij. Ulaz do njega dostupan je kroz tri vrata (po jedan na svakom zidu), od kojih je onaj na glavnom, zapadnom zidu najraskošnijeg izgleda. Atrij je kvadratnog oblika, a njegove dimenzije su 12,20 m × 14,30 m. Bunar se nalazi u središnjem dijelu dvorišta i bio je povezan s vodovodom. Strane atrija ukrašene su mnoštvom svodova između kojih se nalaze stupovi. Ukupno postoji četrnaest svodova, četiri na svakom od tri zida dvorišta i po jedan na mjestima gdje se završavaju dijelovi zapadnog zida.

### Narteks
Pravokutni narteks predstavlja srednji dio objekta, između atrija i cele te služi kao predvorje crkve. Nalazi se istočno od atrija preko širokih vrata, okruženom širokim vratima na čijim se bokovima nalazi nekoliko visokih kula u obliku kruga. Mavrodinov uspoređuje narteks Okrugle crkve s onima na vjerskim objektima na Svetoj Gori, zbog toga što su iste dubine.
Ulaz narteksa sa sjevernim i južnim zidovima efektivno izolira dva manja dijela atrija koji su slični u tlocrtu te su pristupačni kroz vrata. Sjeverni dio uključuje malu nekropolu, dok je južni dio vjerojatno služio kao krstionica (prostorija), jer ima kvadratnu instalaciju s glinenim cijevima koja podsjeća na krstionicu (bazen). Međutim, Nikolova smatra da je njen oblik previše neuobičajen i da njena dubina nije prikladna za krštenje, te vjeruje da je umjesto toga dizajnirana kao posuda za svetu vodu.

Narteks je dimenzija 5 x 9,5 m, dobro je očuvan i nije naknadno rađen, već originalan, pravljen kad i sam objekt. Kule objekta su visine 3,20 m i svaka ima tri prozora. Do viših stupova kula može se doći preko spiralnog stepeništa, koje su pronađene s arheološkim ostatcima u sjevernoj kupoli. Postoje dva para stupova unutar narteksa i oni služe kako bi bili potpora drugom katu, do kojeg se danas može doći samo iz sjevernog tornja. Stupovi razdvajaju narteks na tri dijela.

### Rotonda
Okrugla cela najistočniji je i najvažniji dio crkve, jer se u tom dijelu vrši liturgija. Promjer rotonde iznosi 10,5 metara, a do nje se može doći preko svih tri vrata objekta,  a do svih njih se može doći od narteksa. U potpunosti je prekrivena kupolom Dvanaest svodova izgrađeno je polukružno, sjeverno i južno od istočnog dijela rotonde i apside koja se sama uklapa u jedan od svodova. Veliki kontrafori ojačavaju strukturu objekta, kako unutar, tako i izvana. Deset ili dvanaest stupova bijelog mramora nalazilo se unutar rotonde, 0,55 m od vanjskog kontrafora. Kapiteli stupova slični su onima u vladarskoj palači u Velikom Preslavu. U grobnoj komori nalazi se pobakreni drveni sanduk kraj jednog svoda u blizini apside.
Polukružna apsida prirodno se uklapa s drugim svodovima rotonde, unatoč tome što je veća te ima svodove na sjevernim i južnim zidovima. Mramorni ambon nalazio se u središtu kruga stupova i cijele rotonde, direktno ispod centra kupole, o čemu svjedoči mortna podstava. Stepenice s istoka prema zapadu, usklađene s apsidom, prije su išli do ambona. Katedra se vjerojatno nalazila u blizini jednog od južnih svodova koja je najvjerojatnije povećana zbog svoje svrhe.

## Ukrasi
Unutrašnjost Okrugle crkve bila je bogato ukrašena šarenim mozaikom u bizantskom stilu, kao i s vijencima i keramikom. S izuzetkom korintskih i dorskih stupova koji potječu iz rimskog ili bizantskog doba, ostatak ukrasa posebno je stvoren tijekom i nakon izgradnje crkve. Povjesničar A. P. Vlastro pronašao je protobugarski stil u unutrašnjosti crkve i vezu s umjetnošću Perzije i Središnje Azije, stoga on smatra da se ukrasni simboli nisu zasnivali na bizantskim primjerima tog doba. Istraživač Krastju Mijatev suprotnog je mišljenja i on ukazuje na značajne sličnosti između ukrasa Okrugle crkve i crkve Presvete Bogorodice (danas dio džamije Fenari Isa) u Carigradu koja datira iz 908. godine. Povjesničar umjetnosti Nikola Mavrodinov ide korak dalje tvrdeći da je arhitekt Okrugle crkve bio direktno inspiriran drevnim primjerima, navodeći naročito bogatu skulpturalnu dekoraciju.
Okrugla crkva bila je sa svojim keramičkim ukrasima neusporediva s bilo kojom drugom crkvom u Preslavu i bila je jedini nama poznatom objekt u gradu koji se izrazito oslanjao na polikromne keramičke pločice. Keramičke i mozaičke ikone, koje su se nalazile unutar objekta, predstavljale su svetce u njihovim prirodnim veličinama, sve do minijatura. 
Dok su ikone bile izgrađene od glinenih pločica, ikone na mozaiku bile su više raznovrsne u svom materijalu, što uključuje glinu, staklo i kamen različitih nijansi na zlatnoj pozadini. Među prikazanim svetcima i biblijskim figurama su Karalamp i možda prorok Joel. Neki prikazi zatvoreni su elipsama.
Okrugla crkva imala je mramorne i vapnenačke vijence, s velikim brojem ornamenata i drugih detalja kao što su palmete, otisci, lišće, itd. 
Pored klasičnih ukrasnih oblika, vijenci su imali neke od potpuno novih karaktera ili poznatih, ali redizajniranih motiva. Na pločicama koje se nalaze unutar objekta nacrtane su ptice i druge životinje, kao i razni geometrijski likovi i cvjetni motivi koji dominiraju na vijencima, u plavoj, smeđoj, žutoj i zelenoj boji.

## Epigrafika
Okrugla crkva sadrži brojne srednjovjekovne natpise na svojim zidovima, uključujući i grafite, crteže. Jedno istraživanje popisalo je ukupno 193 znaka i 30 crteža, a većina njih predstavlja kršćanske simbole. Epigrafika objekta datira iz 10. stoljeća, a pisana je na grčkom alfabetu, glagoljici i ćirilici. Od jezika prisutni su srednjovjekovni grčki i starobugarski (bugarska redakcija staroslavenskog jezika). Natpisi na glagoljici ukazuju da se u Preslavu i dalje koristila glagoljica uz ćirilicu.
Jedan od najpoznatijih i najznačajnijih natpisa na zidovima crkve je ćirilički natpis na južnom zidu u prostorijama južno od narteksa, koji je konvencionalno poznat kao krstionica. Natpis je nespretno napisan na staroslavenskom i on glasi: цьркысꙙтаагоиоанадѣлаѥ[на] / пауломьхартофулаѯомь. Prijevod na suvremeni hrvatski glasi: crkva svetog Ivana, djelo je / Paula kartofilaksa. Iako je natpis datiran iz 10. stoljeća, spominje kome je crkva posvećena te je poznat njen potencijalni donator, natpis se ne može uzeti za klasični natpis donatora zbog neuobičajene lokacije natpisa i nespretnog pisanja. Bistra Nikolova smatra da je autor natpisa bio pismena osoba koja je služila kartofilaksu Paulu te je željela proširiti njegovu slavu. Ipak, ona tvrdi da se ovaj tekst može odnositi samo na izgradnju narteksa, a ne cjelokupne crkve jer vjeruje da je narteks dodan nakon izgradnje rotonde.
Drugi primjeri epigrafike Okrugle crkve uključuju nekoliko kratkih tekstova pisanih na glagoljici i ćirilici te nekoliko odvojenih slova. Među tekstovima na glagoljici je Preslavski abecedarij, liturgijski tekst s prvih trinaest slova glagoljice. Neki tekstovi na ćirilici napisani su na keramičkim pločicama. Imena i opisi koji se nalaze ikona većinski su pisani su na grčkom, a manji dio natpisa je dvojezičan, tj. na bugarskom i grčkom. Pojedina slova upisana na zidove prikazuju način kombiniranja grčkih i pojednostavljenih glagoljičkih slova u obliku rane ćirilice. Na zidu se također nalaze grafiti koji prikazuju križeve, životinje i do jedanaest prikaza brodova. Do sada je otkriven jedan epitaf u čast žene opisane kao Sluškinja Božja Tudora.

### Na engleskom
- Crampton, R .J. 2005. A Concise History of Bulgaria. Cambridge University Press. Cambridge. str. 16–17. ISBN 978-0-521-61637-9
- Curta, Florin. 2006. Southeastern Europe in the Middle Ages, 500–1250. Cambridge University Press. Cambridge. str. 220–221. ISBN 978-0-521-81539-0
- Kazhdan, Alexander. 1991. Bulgarian art and architecture. Oxford Dictionary of Byzantium. Oxford University Press. Oxford. str. 334–335. ISBN 978-0-19-504652-6
- Mango, Maria Mundell. 2009. Byzantine Trade, 4th–12th Centuries: The Archaeology of Local, Regional and International Exchange: Papers of the Thirty-eighth Spring Symposium of Byzantine Studies, St John's College, University of Oxford, March 2004. Ashgate Publishing. Farnham. str. 113–114. ISBN 978-0-7546-6310-2
- Schwartz, Ellen C. 2002. Reconsidering the Round Church of Symeon. Palaeobulgarica XXV. Sofia, Bulgaria. str. 2–15
- Stavreva, Kirilka; Quek, Lynette. 2007. Cultures of the World: Bulgaria. Marshall Cavendish. New York. ISBN 978-0-7614-2078-1
- Stephenson, Paul. 2000. Bulgaria and beyond: the Northern Balkans (c. 900–963). Byzantium's Balkan Frontier: A Political Study of the Northern Balkans, 900–1204. Cambridge University Press. Cambridge. ISBN 978-0-521-77017-0
- Vlasto, Alexis P. 1970. The Entry of the Slavs into Christendom: An Introduction to the Medieval History of the Slavs. Cambridge University Press. Cambridge.

### Na bugarskom
- Vasilʹev, Aleksandr Aleksandrovich. 1952. History of the Byzantine Empire, 324–1453. 1. 2nd izdanje. University of Wisconsin Press. Madison. str. 282–283. ISBN 978-0-299-80925-6
- Delev, Petar; Katsunov, Valeri; Plamen Mitev; Kalinova, Evgenia; Iskra Baeva; Dobrev, Boyan. 2006. 10. Zlatniyat vek na balgarskata kultura [10. The Golden Age of Bulgarian culture]. Istoria i tsivilizatsia za 11. klas [History and Civilisation for the 11th Grade]. Knigoizdatelska kashta "Trud"; Sirma AI. Sofia. ISBN 978-954-9926-72-9
- Koeva, Margarita. 2003. Arhitektura na Parvoto balgarsko tsarstvo [Architecture of the First Bulgarian Empire]. Vavedenie v arhitekturnata teoria i istoria. Uchebnik za studenti po izkustvoznanie [Introduction to Architectural Theory and History. Textbook for Art History Students]. LiterNet. Varna. ISBN 978-954-304-027-8. Inačica izvorne stranice arhivirana 22. listopada 2010.
- Kraglata tsarkva [The Round Church]. Balgarska entsiklopedia A–Ya [Bulgarian Encyclopedia A–Ya] (CD). Balgarska akademia na naukite; Knigoizdatelska kashta "Trud"; Sirma AI. Sofia. 2002. ISBN 978-954-8104-08-1
- Mavrodinov, Nikola. 1959. Starobalgarskoto izkustvo: izkustvoto na Parvoto balgarsko tsarstvo [Old Bulgarian Art: The Art of the First Bulgarian Empire]. Izdatelstvo "Nauka i izkustvo". Sofia. str. 150–164. OCLC 456107079
- Miyatev, Krastyu. 1965. Arhitekturata v srednovekovna Balgaria [Architecture in Medieval Bulgaria]. Izdatelstvo na Balgarskata akademia na naukite. Sofia. str. 95–100. OCLC 10198565
- Nachev, Ventseslav. 1994. Balgarski nadpisi [Bulgarian Inscriptions]. Izdatelska kashta "Hristo Botev". Sofia. str. 17–19. ISBN 978-954-445-128-8
- Nikolova, Bistra. 2002. Pravoslavnite tsarkvi prez Balgarskoto srednovekovie IX–XIV v. [The Orthodox Churches During the Bulgarian Middle Ages 9th–14th Century]. Akademichno izdatelstvo "Marin Drinov". Sofia. str. 88–92. ISBN 978-954-430-762-2
- Rashev, Rasho. 1995. Korabat kato simvol v Preslav prez X vek [The Ship as a Symbol in Preslav in the 10th Century] (PDF). Preslavska knizhovna shkola. Shumenski universitet; Universitetsko izdatelstvo "Sv. Kliment Ohridski". Sofia. 1: 338–343. ISBN 978-954-07-0403-6. Inačica izvorne stranice (PDF) arhivirana 22. listopada 2010. Pristupljeno 15. lipnja 2020.
- Totev, Totyu. 1993. Veliki Preslav: Patevoditel [Veliki Preslav: Guidebook] (bugarski). Hronos. Varna. str. 58–63. ISBN 978-954-592-001-1
- Vaklinov, Stancho. 1977. IV. Izgrazhdane na edinna starobalgarska kultura (vtorata polovina na IX — nachaloto na XI v. [IV. The establishment of a united Old Bulgarian culture (second half of 9th — early 11th century]. Formirane na starobalgarskata kultura VI–XI vek [The Formation of Old Bulgarian Culture 6th–11th Century]. Balgarsko istorichesko druzhestvo; Izdatelstvo "Nauka i izkustvo". Sofia. OCLC 314653227

## Vanjske poveznice
- Okrugla crkva, seecorridors.eu